# Imma varipes
Imma varipes är en fjärilsart som beskrevs av Walker 1863. Imma varipes ingår i släktet Imma och familjen Immidae. Inga underarter finns listade i Catalogue of Life.